# Nacktfuß-Kreischeule
Die Nacktfuß-Kreischeule (Gymnasio nudipes, Synonyme: Megascops nudipes, Otus nudipes), auch Puerto Rico-Kreischeule oder Nacktfußeule genannt, ist eine Art aus der Familie der Eigentlichen Eulen. Sie kommt ausschließlich auf Puerto Rico vor und ist damit die einzige Kreischeule, die endemisch für eine Insel ist. Sie ist die älteste beschriebene Kreischeule, wurde von ihrem Erstbeschreiber allerdings zuerst der Gattung Strix zugeordnet.

## Erscheinungsbild

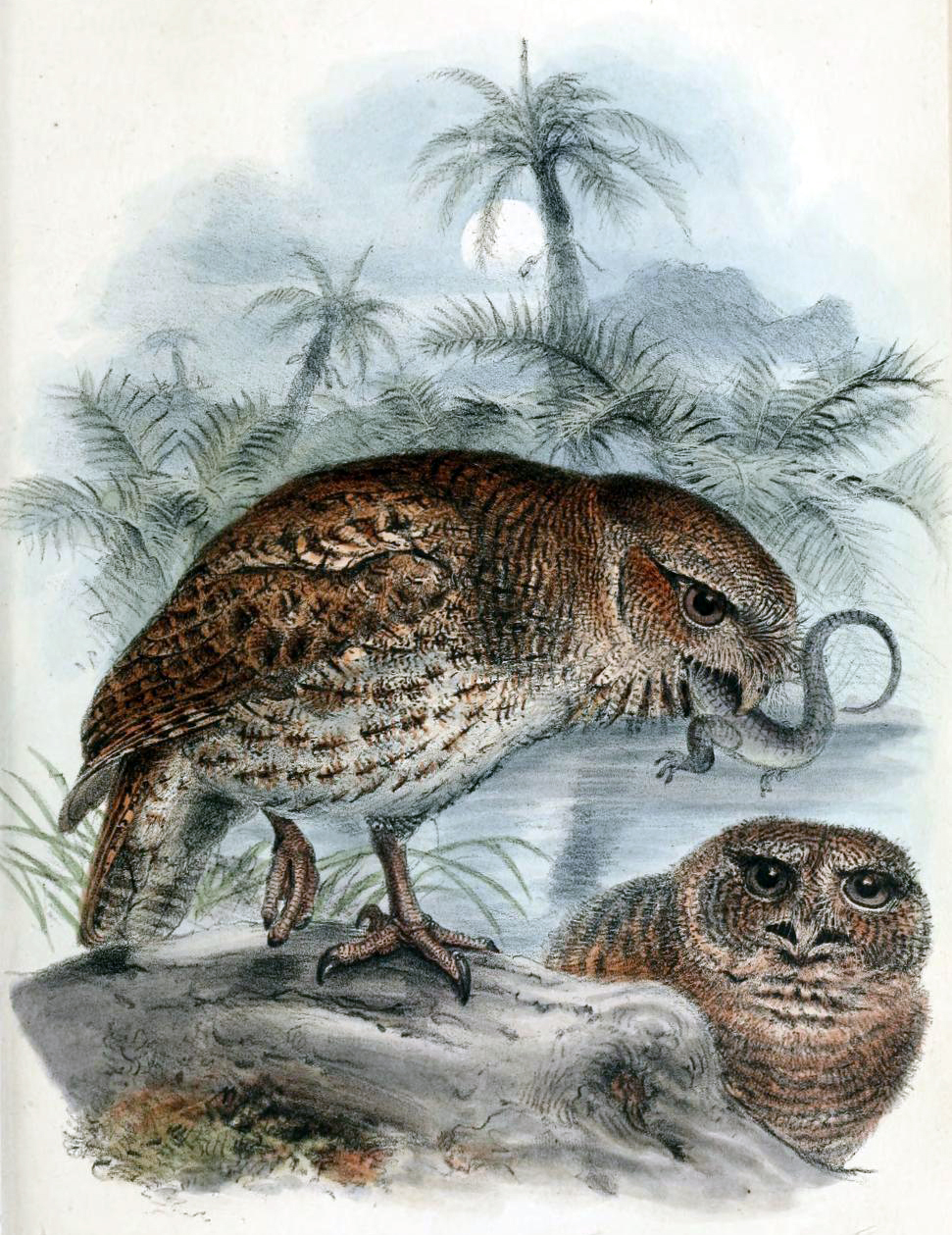
Nacktfuß-Kreischeule, Illustration

Mit einer Körpergröße von etwa 20 bis 22 Zentimetern ist die Nacktfuß-Kreischeule innerhalb ihrer Gattung eine kleine bis mittelgroße Art. Ähnlich wie bei der Weißkehl-Kreischeule fehlen ihr Federohren, die ansonsten für die Gattung der Kreischeulen charakteristisch sind. Die Läufe sind nur zur Hälfte befiedert, die Augen sind braun. Der Gesichtsschleier weist keine auffällige Begrenzung auf. 
Im Verbreitungsgebiet der Nacktfuß-Kreischeule bestehen nur wenige Verwechslungsmöglichkeiten mit anderen Eulenarten. Die einzige Eule, die zu den Eigentlichen Eulen gehört, ist die Sumpfohreule. Diese ist deutlich größer, hat kurze Federohren und gelbe Augen.

## Verbreitung und Lebensraum

Verbreitungsgebiet der Nacktfuß-Kreischeule (grün)

Das Verbreitungsgebiet der Nacktfuß-Kreischeule ist Puerto Rico, die Isla de Vieques, Isla de Culebra und die angrenzenden Jungferninseln. Die Art ist ein Standvogel. Die Nacktfuß-Kreischeule besiedelt dichtes Waldland, Dickichte und Höhlen. Sie hat sich auch menschlichen Siedlungsraum als Lebensraum erschlossen. Ihre Höhenverbreitung reicht vom Meeresniveau bis in Höhenlagen von 900 Höhenmetern.

## Lebensweise
Die Nacktfuß-Kreischeule ist eine nachtaktive Eulenart. Sie übertagt im dichten Blattwerk von Bäumen oder Dickichten, nutzt aber auch Höhlen als Tagesrastplatz. Ihr Nahrungsspektrum besteht überwiegend aus Insekten und Spinnen. Gelegentlich schlägt sie auch kleinere Wirbeltiere. Die Fortpflanzungszeit fällt nach jetzigem Erkenntnisstand in den Zeitraum April bis Juni. Das Gelege besteht aus zwei bis drei weißen Eiern, die allein vom Weibchen bebrütet werden. Während der Brutzeit versorgt das Männchen das Weibchen mit Nahrung.